# Regis Corporation
 (juillet 2023).
La mise en forme du texte ne suit pas les recommandations de Wikipédia : il faut le « wikifier ».
Les points d'amélioration suivants sont les cas les plus fréquents :
- Les titres sont pré-formatés par le logiciel. Ils ne sont ni en capitales, ni en gras.
- Le texte ne doit pas être écrit en capitales (les noms de famille non plus), ni en gras, ni en italique, ni en « petit »…
- Le gras n'est utilisé que pour surligner le titre de l'article dans l'introduction, une seule fois.
- L'italique est rarement utilisé : mots en langue étrangère, titres d'œuvres, noms de bateaux, etc.
- Les citations ne sont pas en italique mais en corps de texte normal. Elles sont entourées par des guillemets français : « et ».
- Les listes à puces sont à éviter, des paragraphes rédigés étant largement préférés. Les tableaux sont à réserver à la présentation de données structurées (résultats, etc.).
- Les appels de note de bas de page (petits chiffres en exposant, introduits par l'outil «  Source ») sont à placer entre la fin de phrase et le point final[comme ça].
- Les liens internes (vers d'autres articles de Wikipédia) sont à choisir avec parcimonie. Créez des liens vers des articles approfondissant le sujet. Les termes génériques sans rapport avec le sujet sont à éviter, ainsi que les répétitions de liens vers un même terme.
- Les liens externes sont à placer uniquement dans une section « Liens externes », à la fin de l'article. Ces liens sont à choisir avec parcimonie suivant les règles définies. Si un lien sert de source à l'article, son insertion dans le texte est à faire par les notes de bas de page.
- La présentation des références doit suivre les conventions bibliographiques. Il est recommandé d'utiliser les modèles {{Ouvrage}}, {{Chapitre}}, {{Article}}, {{Lien web}} et/ou {{Bibliographie}}. Le mode d'édition visuel peut mettre en forme automatiquement les références.
- Insérer une infobox (cadre d'informations à droite) n'est pas obligatoire pour parachever la mise en page.

Pour une aide détaillée, merci de consulter Aide:Wikification.
Si vous pensez que ces points ont été résolus, vous pouvez retirer ce bandeau et améliorer la mise en forme d'un autre article.
Regis Corporation est un opérateur américain de salons de coiffure. En août 2021, il comptait 5 563 salons franchisés et 276 salons appartenant à la société. Son siège social est situé à Saint Louis Park, dans le Minnesota.
Les principaux noms commerciaux sous lesquels les salons Regis opèrent sont SmartStyle (situé dans les magasins Walmart), Supercuts (situé dans les centres commerciaux linéaires), Cost Cutters, First Choice Haircutters et Roosters Men's Grooming Center (Roosters).

## Origines
Regis a été fondé en 1922 par Paul et Florence Kunin sous le nom de "Kunin Beauty Salon", et rebaptisé Regis en 1958 par leur fils Myron, qui a racheté la chaîne.

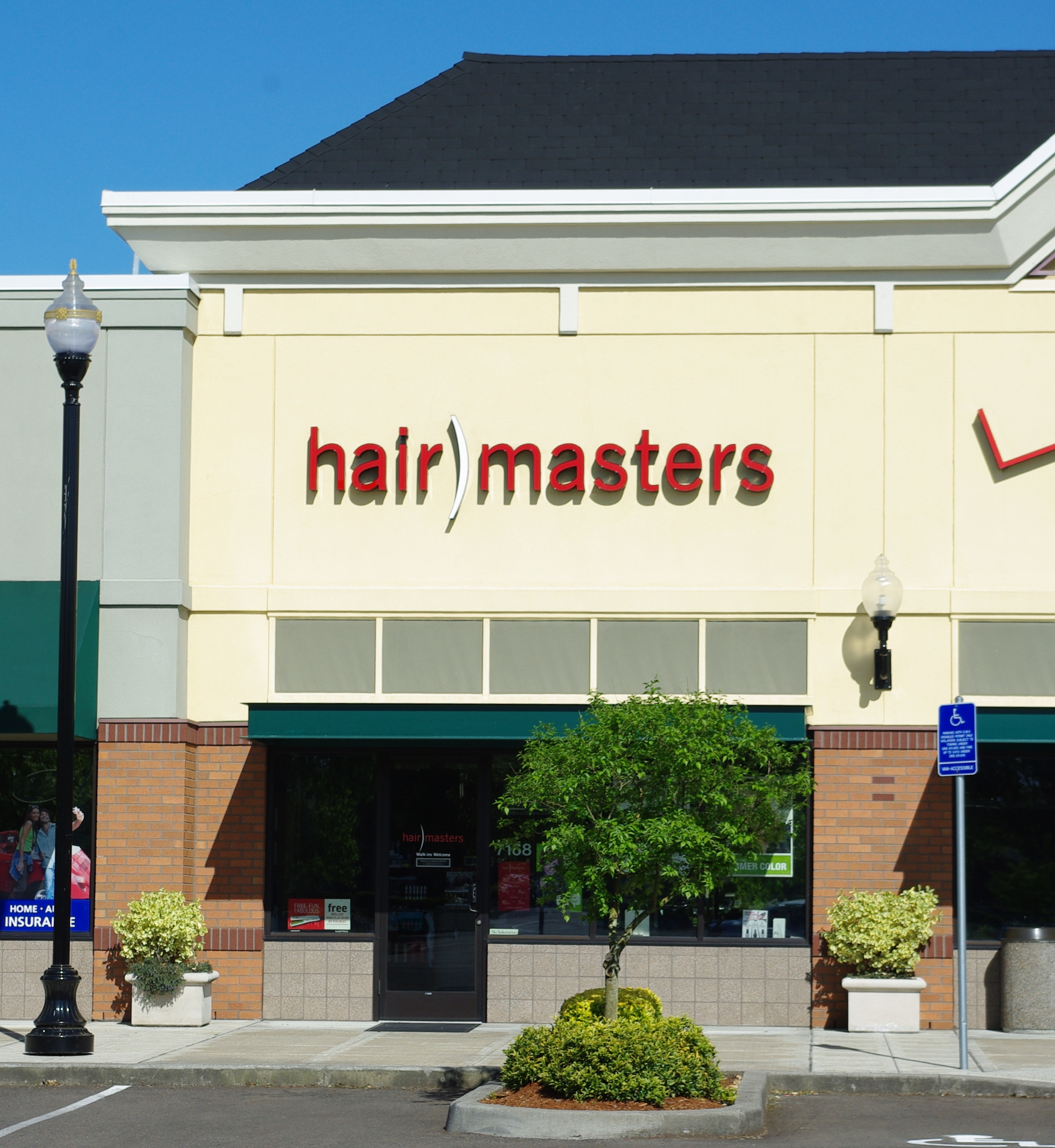
Un établissement HairMasters à Hillsboro, dans l'Oregon.

## Acquisitions et cessions
En 2005, la société a acquis Hair Club for Men and Women, mais l'a vendu au perruquier japonais Aderans en 2012. La société a récemment vendu toutes ses écoles de beauté à Empire Beauty Schools.
Le 10 janvier 2006, Regis Corporation a annoncé l'acquisition de la société Sally Beauty Company d'Alberto-Culver. Sally possède 2 419 magasins Sally Beauty Supply et 822 magasins Beauty Systems Group. Cependant, le 5 avril 2006, Alberto-Culver a mis fin à l'accord de fusion et, par la suite, Sally est devenue une société distincte.
Regis a racheté un concurrent majeur, "The Barbers, Hairstyling for Men & Women", Inc, qui avait précédemment racheté les sociétés Cost Cutters, Family Hair Care, City Looks Salons International et We Care Hair.. Parmi les autres acquisitions majeures, citons Sassoon et HCUK. Regis vend également les produits de soins capillaires Designline (2004). En juillet 2010, Regis s'est séparée de Trade Secret, un magasin de produits capillaires situé dans un centre commercial. L'entreprise a annoncé la fermeture d'environ 80 magasins. Plus tard, Trade Secret s'est placé sous la protection du chapitre 11 de la loi sur les faillites et a fermé tous ses magasins.
En octobre 2017, Regis Corporation a vendu Regis Salons, MasterCuts, et  UK Supercuts à The Beautiful Group, qui sont devenus des franchises en conservant les mêmes noms de marque.
Fin décembre 2019, Regis a mis fin à ses contrats de franchise avec The Beautiful Group et a repris 200 salons avec l'intention déclarée de trouver un nouvel acquéreur. Les salons restants doivent être fermés.

## Marques
- Best Cuts
- BoRics Hair
- Carlton Hair
- City Looks
- Cost Cutters
- Empire Beauty Schools
- Famous Hair
- First Choice Haircutters
- HairCrafters
- HairMasters
- Holiday Hair
- Magicuts
- MasterCuts
- Regis Salons
- Roosters Men's Grooming Center (Roosters)
- Sassoon Salons
- Saturday's
- SmartStyle
- Style America
- Supercuts
- TGF Hair Salon

## Source
- (en) Cet article est partiellement ou en totalité issu de l’article de Wikipédia en anglais intitulé « Regis Corporation » (voir la liste des auteurs).